# Bahnhof Brienne-le-Château
Der Bahnhof Brienne-le-Château war ein regionaler Kreuzungsbahnhof und eingebunden in ein dichtes Netz strategischer Bahnlinien. Wichtigste Verbindung war die 1886 eröffnete Strecke zum südwestlich gelegenen, 42 Kilometer entfernten Troyes. Diese Verbindung wurde bereits in den 1950er Jahren für den Personenverkehr geschlossen. Für Güterzüge ist diese Strecke heute noch zugelassen.

## Geschichte
Bereits 1875 war die West-Ost-Strecke Jessains–Sorcy eröffnet worden, die zunächst nur bis Montier-en-Der führte, 1883 aber vollständig befahren werden konnte. Im Nord-Süd-Verkehr lag der Bahnhof an der Strecke St. Dizier–Montier-en-Der–Brienne-le-Château–Jessains, wo wiederum Anschluss an die Bahnstrecke Paris–Mulhouse bestand. Der südliche Abschnitt wurde bereits im Januar 1938 für den Personenverkehr geschlossen, der nördliche Ast mit Beginn des Winterfahrplans 1950.
Östlich der Stadt befindet sich ein umfangreiches Militärlager mit Munitionsdepot, das bereits vor dem Ersten Weltkrieg angelegt worden war und von Anfang an Gleisanschluss besaß. Noch heute verkehren dort gelegentlich Militärtransporte. Die 8. Versorgungseinheit (8e régiment du matériel) ist dort seit 1990 stationiert. Ein Teil der umfangreichen Bahnanlagen wurde mit Aufkommen des Containerverkehrs ein Umschlagterminal gebaut, das nordöstlich des Bahnhofs parallel zum Gleiskörper liegt.
Der ungewöhnlich große Bahnhof mit fast einem Dutzend durchgehender Gleise war überwiegend für den Rangierverkehr zum Militärlager und den angebundenen Strecken benötigt worden. Zwei Gleise auf der der Stadt abgewandten Seite hatten Verladerampen mit sich anschließender Umschlagfläche.

## Gebäude
Das vollständig verputzte, zweistöckige  Bahnhofsgebäude liegt auf der der Stadt zugewandten Seite der Bahntrasse und ist heute in privater Hand. Auf beiden Seiten des traufständigen, dreiachsigen Hauptgebäudes sind eingeschossige Nebengebäude angebaut. Auf der nach Süden hin gehenden Seite befindet sich zudem ein Güterschuppen mit überdachtem Ladegleis. Im Haupthaus war die Schalterhalle sowie ein kleiner Warteraum, darüber eine Dienstwohnung. Durch die Mittelachse war sowohl der Zutritt von der Straßenseite, als auch ein Ausgang zum Hausbahnsteig. Die ebenfalls dreiachsigen Anbauten waren für Diensträume bestimmt. Zwischen Hauptgebäude und Güterschuppen befindet sich ein kleines Gebäude mit zwei symmetrisch angeordneten Türen, das als Toilette gedient haben dürfte.